# پگی چیائو
پگی چیائو (انگلیسی: Peggy Chiao؛ ‏ زادهٔ ۱ ژانویهٔ ۱۹۵۳) تهیه‌کننده فیلم، مؤلف، منتقد، مدرس و فیلم‌ساز اهل تایوان است. وی از سال ۱۹۹۲ میلادی تاکنون مشغول فعالیت بوده است. او در سطح بین‌المللی به عنوان «مادرخوانده سینمای نوین تایوان» شناخته می‌شود.
از فیلم‌ها یا مجموعه‌های تلویزیونی که وی در آن‌ها نقش داشته‌است، می‌توان به جایگاه چشمگیر و امپراتوری نقره اشاره نمود.